# Ioan Lupescu
Ioan Angelo Lupescu (Bucarest, 9 dicembre 1968) è un allenatore di calcio ed ex calciatore rumeno.

## Carriera

### Club
È figlio dell'ex calciatore Nicolae Lupescu. Centrocampista offensivo, a livello di squadre di club giocò in patria con la Dinamo Bucarest, in Turchia con il Bursaspor e in Germania con Bayer Leverkusen e Borussia Mönchengladbach.

### Nazionale
Militò per quattordici anni nelle file della Nazionale rumena, con la quale partecipò a due edizioni della Coppa del mondo, nel 1990 e nel 1994, e a due della Coppa d'Europa, nel 1996 e nel 2000.

## Palmarès

### Club

#### Competizioni nazionali
- Campionato rumeno: 3

Dinamo Bucarest: 1989-1990, 1999-2000, 2001-2002
- Coppa di Romania: 3

Dinamo Bucarest: 1989-1990, 1999-2000, 2000-2001
- Coppa di Germania: 1

Bayer Leverkusen: 1992-1993
- Campionato saudita: 1

Al-Hilal: 2001-2002